# 南十字車站
南十字站（英語：Southern Cross Station），前稱史賓沙街站（Spencer Street Station），是澳洲墨爾本一個主要的鐵路車站及墨爾本軌道交通系統的交通樞紐之一，位於墨爾本商業中心區西端史賓沙街（Spencer Street）、哥連斯街（Collins Street）與伯克街（Bourke Street）交界。港区体育馆位於車站西北面500米外的濱海港區。該站是環繞商業中心區的市環線（City Loop）其中一個車站，亦是前往維多利亞州各城鎮、阿德雷得和悉尼列車服務的總站。南十字站附設客車站，提供前往墨爾本機場、愛華隆機場以及各維多利亞城鎮和州際的客車服務。

## 歷史

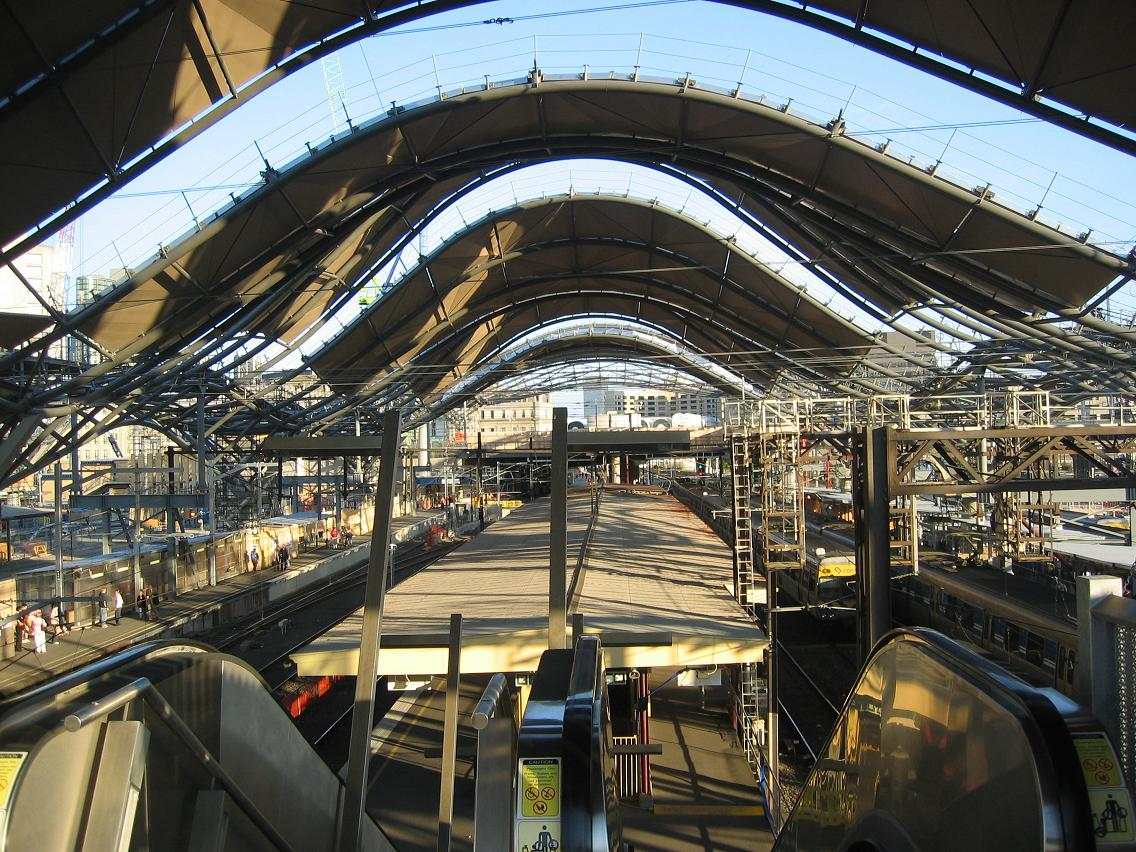
正進行工程，攝於2004年

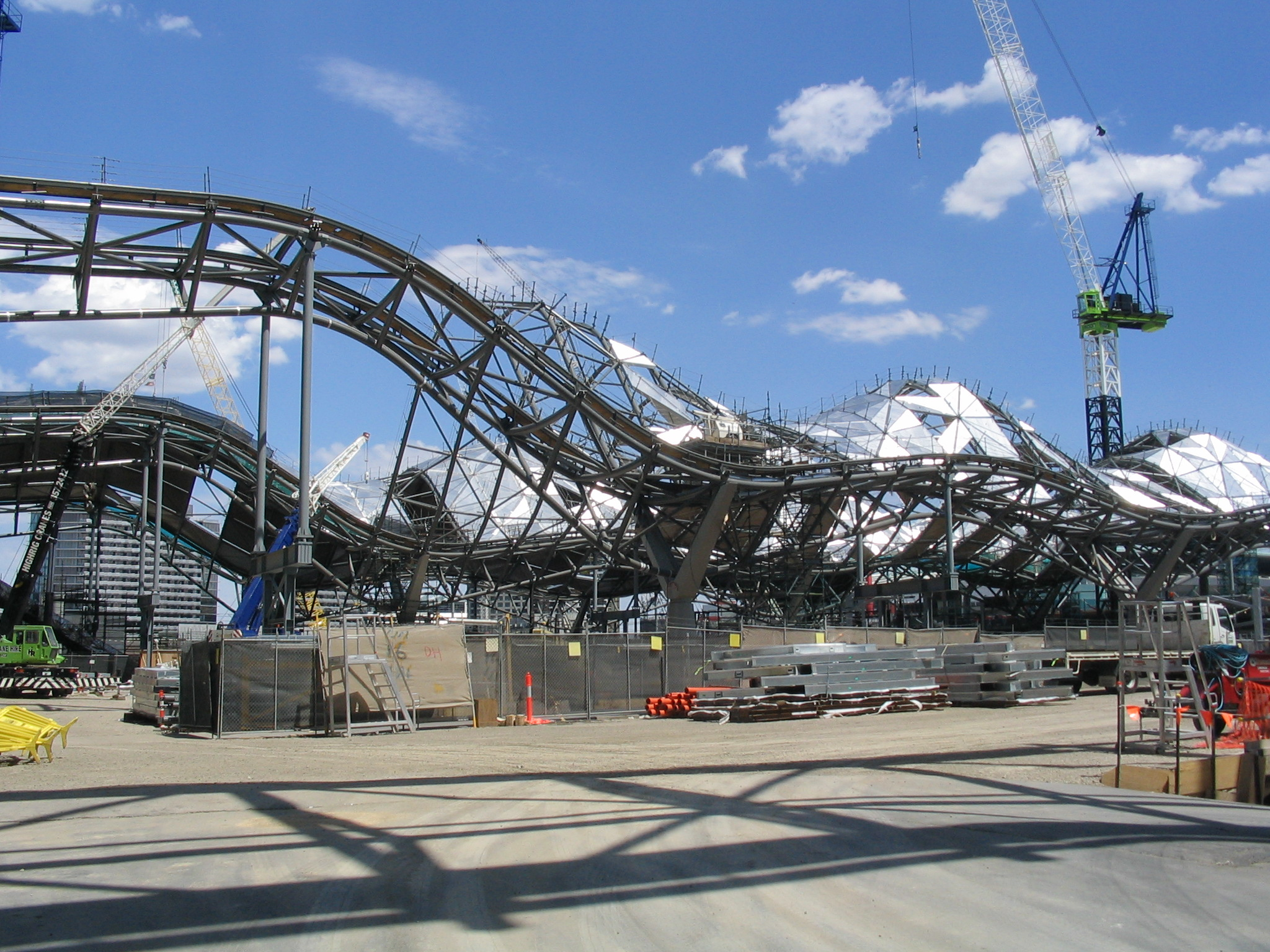
安裝新天幕工程，攝於2005年

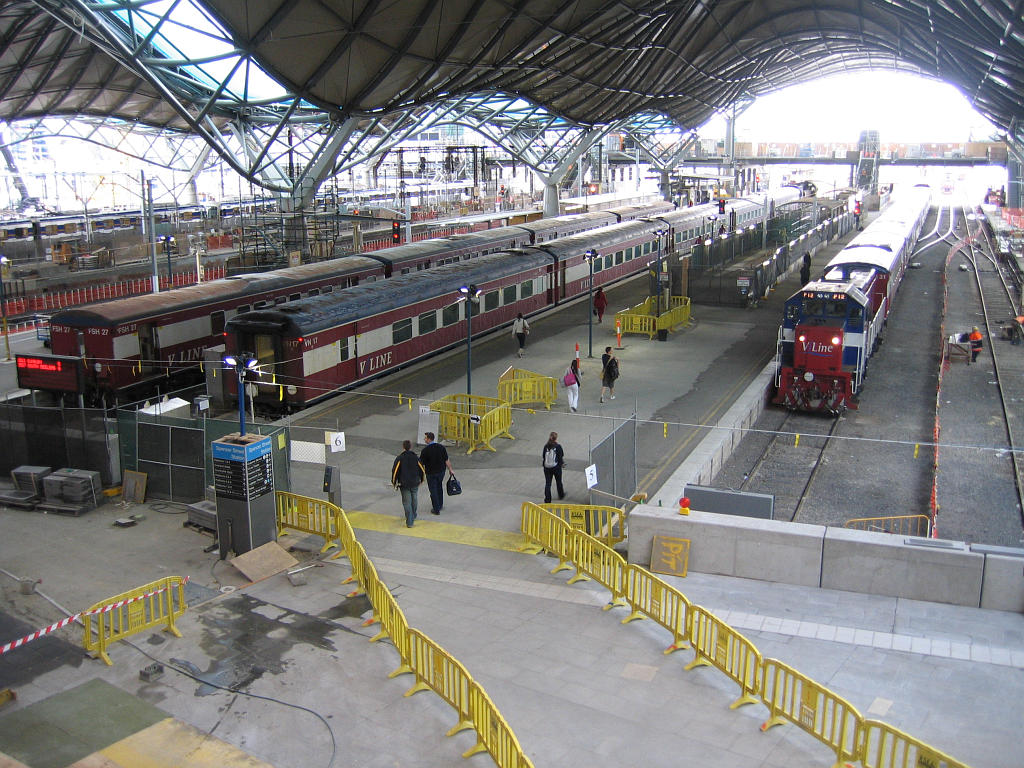
2005年，車站正在翻新。

### 19世紀
南十字站（原稱史賓沙街站）在富林達斯大街站開幕後五年，即1859年啟用。當時的南十字站位處史賓沙街旁，是一個鐵路總站。但路軌佈局跟現時則不一樣，車站北端只有一個港灣式月台，直至1874年才增設另一個月台。 1879年，單線路軌落成。原先互不相連的史賓沙街站和富林達斯大街站由新落成的單線路軌連接起來。該段路軌只在晚間供貨運列車使用。1880年代，為讓商業中心區向西擴展，皇家委員會（Royal Commission）曾討論拆卸該站的計劃，但計劃最終遭拒絕。隨後，1888年雙軌的連接富林達斯大街站的高架橋（Flinders Street Viaduct）開工修建，並於1891年和1894年起分別投入貨運及客運列車運營服務。從此往艾辛頓（Essendon）及威廉斯敦（Williamstown）兩條近郊鐵路可以駛經本站。而車站的佈局亦漸漸修改成現時的模樣。現時汽車客運站的位置是當時近郊鐵路的月台。

### 20世紀
1915年，高架橋進四軌化工程，而整個近郊鐵路網始亦開始電氣化。車站的月台數目隨後在1918至1924年間增加到14個。1960年10月，南十字車站重建成一個現代化的車站，並鋪設標準軌以便興建一條連接悉尼的州際鐵路。為興建市環線，9號及10號月台劃入近郊鐵路。另一條新的高架橋興建在舊有的四軌高架橋旁，使同時有六條路軌連接兩站，其中原有的四條路軌並入市環線，列車可在環線內往兩個方向行走。

### 21世紀
為迎接2006年英聯邦運動會，車站於2002年10月開始翻新工程。該工程由Civic Nexus合組的財團負責重建，Grimshaw Architects負責車站的設計，是墨爾本濱海港區發展計劃的一部分。該設計最具特色的是新的波浪形天幕。另外亦有其他新增設施包括哥連斯街的新大堂、巴士轉車站、美食廣場、餐廳、酒吧和購物廣場。然而在2004年7月，傳媒廣泛地報導工程進度落後兼超支2億元。為提前完工時間，一條在計劃中原有的行人天橋被刪減。工程承辦商Leighton Holdings則投訴指政府缺乏對工程的支援和空置列車月台霸佔空間，可能使重建工程無法趕在英聯邦運動會開幕前完成。最終大多數交通設施都能趕及2006年英聯邦運動會開幕前完工，而整項重建計劃則在同年年底完成。由2005年12月13日起車站名稱由「史賓沙街車站」改為「南十字車站」。2006年11月30日，車站上蓋的購物廣場開幕，商場有一所名牌折扣商場﹣Direct Factory Outlets、維珍大賣場（Virgin Megastore）和美食廣場。廣場的第二期亦於在2007年3月開幕，但部分商舖仍空置。翻新後的南十字車站獲英國皇家建築學院頒發為 Lubetkin Prize﹣予歐盟以外具有特色的建築物。其他入選的建築物包括德梅因公共圖書館和紐約的赫斯特大樓。2008年6月，為配合車站信號系統工程，1887年啟用的機械式轉軌系統亦被移除。此外，南十字車站曾設有一條窄軌隧道，用以運送郵件到史賓沙街的舊郵件分類中心，現己關閉並填滿。

## 大堂信息

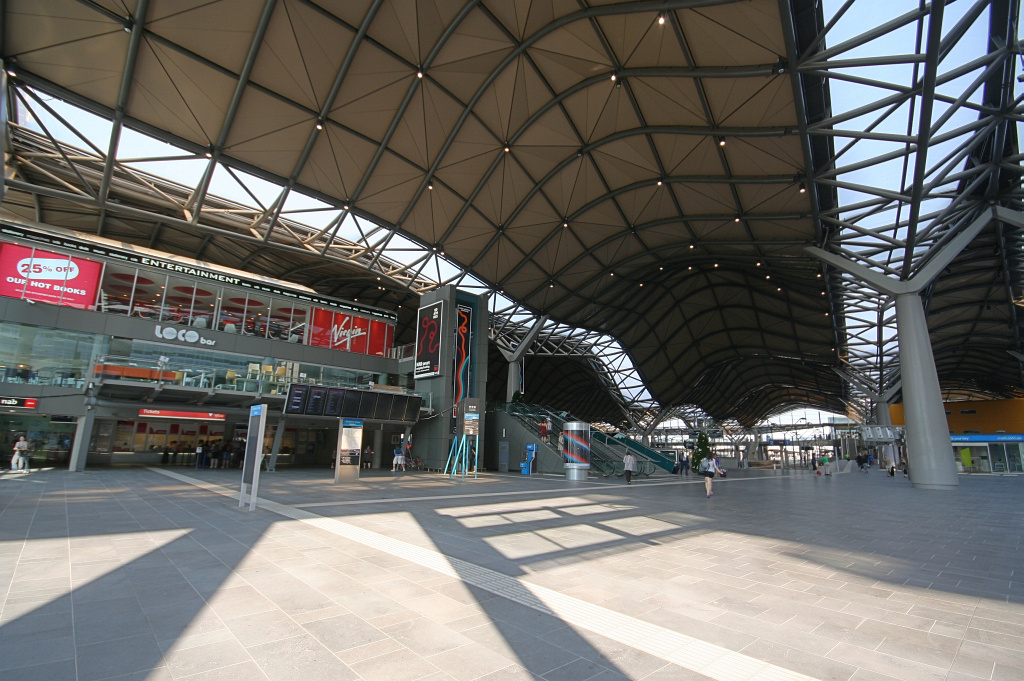
車站大堂

車站設有兩個大堂，分別位於哥連斯街和伯克街。哥連斯街大堂分為地面大堂與高空大堂兩部分。地面大堂位於哥連斯街與史賓沙街交界處並一直延伸至伯克街天橋大堂樓下。由地面大堂經付費區通1號至8S號港灣式月台。V/Line票務中心位於大堂南邊，而新州鐵路(NSW TrainLink)票務中心則位於伯克街大堂樓下連接汽車客運站處。高空大堂位於3樓，與哥連斯街天橋連接以及用手扶電梯和升降機與地面大堂連接。由高空大堂經付費區通往9號至16B號月台。近郊列車票務中心位於高空大堂與哥連斯街天橋連接處。伯克街大堂位於伯克街與史賓沙街交界處人行天橋上，僅設一高空大堂。大堂東面連接史賓沙街與伯克街東段，西面連接Docklands Stadium以及伯克街西段。由伯克街大堂經付費區可通往本站所有月台。近郊列車票務中心位於天橋靠近9號月台入口處。

## 列車服務

### 州際列車服務
1號及2號月台:
- 新州鐵路城際南線(NSW TrainLink Southern)
  - 州際服務往悉尼
- The Overland
  - 州際服務往阿德雷得

### V/Line城際列車服務
1至8S號月台:
- 西摩線（Seymour Line）开往奧爾伯里（Albury）、雪帕頓（Shepparton）
  - 短途普通开往西摩
  - 长途快速开往奧爾伯里、雪帕頓
- 本迪戈線（Bendigo Line）开往艾楚卡（Echuca）、斯旺山（Swan Hill）
  - 短途普通开往本迪戈
  - 长途快速开往艾楚卡、斯旺山
- 巴拉勒線（Ballarat Line）开往阿拉勒（Ararat）、瑪麗波羅（Maryborough）
  - 短途普通开往巴拉勒
  - 长途快速开往阿拉勒、瑪麗波羅
- 吉朗線（Geelong Line）开往瓦南布尔（Warnambool）
  - 短途普通开往吉朗、馬歇爾（Marshall）
  - 长途快速开往瓦南布尔

13至16B月台:
- 吉普斯蘭線（Gippsland Line）开往班斯代爾（Bairnsdale）
  - 短途普通开往特拉拉尔根（Traralgon）
  - 长途快速开往班斯代爾
- 吉朗線（Geelong Line）开往瓦南布尔（Warnambool）
  - 短途普通开往吉朗、馬歇爾（Marshall）
  - 长途快速开往華南坡

### METRO近郊列車服務
9號月台:
- 梅爾達线（Mernda Line）

經停市環線往議會沿途各站後，往Mernnda。提供慢车（普通）和快车（快速）服务
- 贺胜桥線（Hurstbridge Line）

經停市環线往議會沿途各站後，往Hurstbridge。提供慢车（普通）和快车（快速）服务
10號月台:
- 阿理明線（Alamein Line）

1. 工作日：全天不經停本站
2. 週末：經停市環線往議會沿途各站後往阿理明。本线无快车服务

- 貝爾格雷夫線（Belgrave Line）

1. 工作日：上午经富林德斯街前往贝尔格雷夫，下午經停市環線往議會沿途各站後往貝爾格雷夫，提供慢车（普通）和快车（快速）服务
2. 週末：經停市環線往議會沿途各站後，往貝爾格雷夫停沿途各站除東列治文

- 百合谷線（Lilydale Line）

1. 工作日：上午经富林德斯街前往百合谷，下午經停市環線往議會沿途各站後往百合谷，提供慢车（普通）和快车（快速）服务
2. 週末：經停市環線往議會沿途各站後，往百合谷停沿途各站除東列治文

- 威夫利谷線（Glen Waverley Line）

1. 工作日：上午经富林德斯街前往威夫利谷，下午經停市環線往議會沿途各站後往威夫利谷，提供慢车（普通）和快车（快速）服务
2. 週末：經停市環線往議會沿途各站後，往威夫利谷停沿途各站

11號月台:
- 克兰基堡線（Craigieburn Line）

1. 工作日：上午往克兰基堡停沿途各站，下午经市环线前往克兰基堡/短線往Broadmeadows。提供有限的快速服务。
2. 週末：往卡志本停沿途各站

- 上田線 （Upfield Line）

1. 工作日：上午往上田停沿途各站，下午经市环线前往上田。提供有限的快速服务
2. 週末：往上田停沿途各站

- 桑伯里線（Sunbury Line）

1. 工作日：上午往桑伯里停沿途各站/短線往Watergardens，下午经市环线前往桑伯里。提供慢车（除South Kensington外普通）和快车（快速）服务
2. 週末：往桑伯里停沿途各站/短線往Watergardens除South Kensington外。

12號月台:
- 帕肯漢線（Pakenham Line）

經富林達斯大街站（Flinders Street）往帕肯漢，白天在south yarra至caufield间不停站。
- 卡蘭本線（Cranbourne Line）

經富林達斯大街站往卡蘭本，白天在south yarra至caufield间不停站。
13號月台:
- 法蘭克斯坦線（Frankston Line）

經富林達斯大街站往法蘭克斯坦停沿途各站。
14號月台:
- 威勒比線（Werribee Line）

1. 工作日：往威勒比，高峰期提供慢车（普通往梨花屯）和快车（快速往威勒比）服务
2. 週末：往威勒比停沿途各站

- 威廉斯敦線（Williamstown Line）

往威廉斯敦停沿途各站

### 月台示意圖

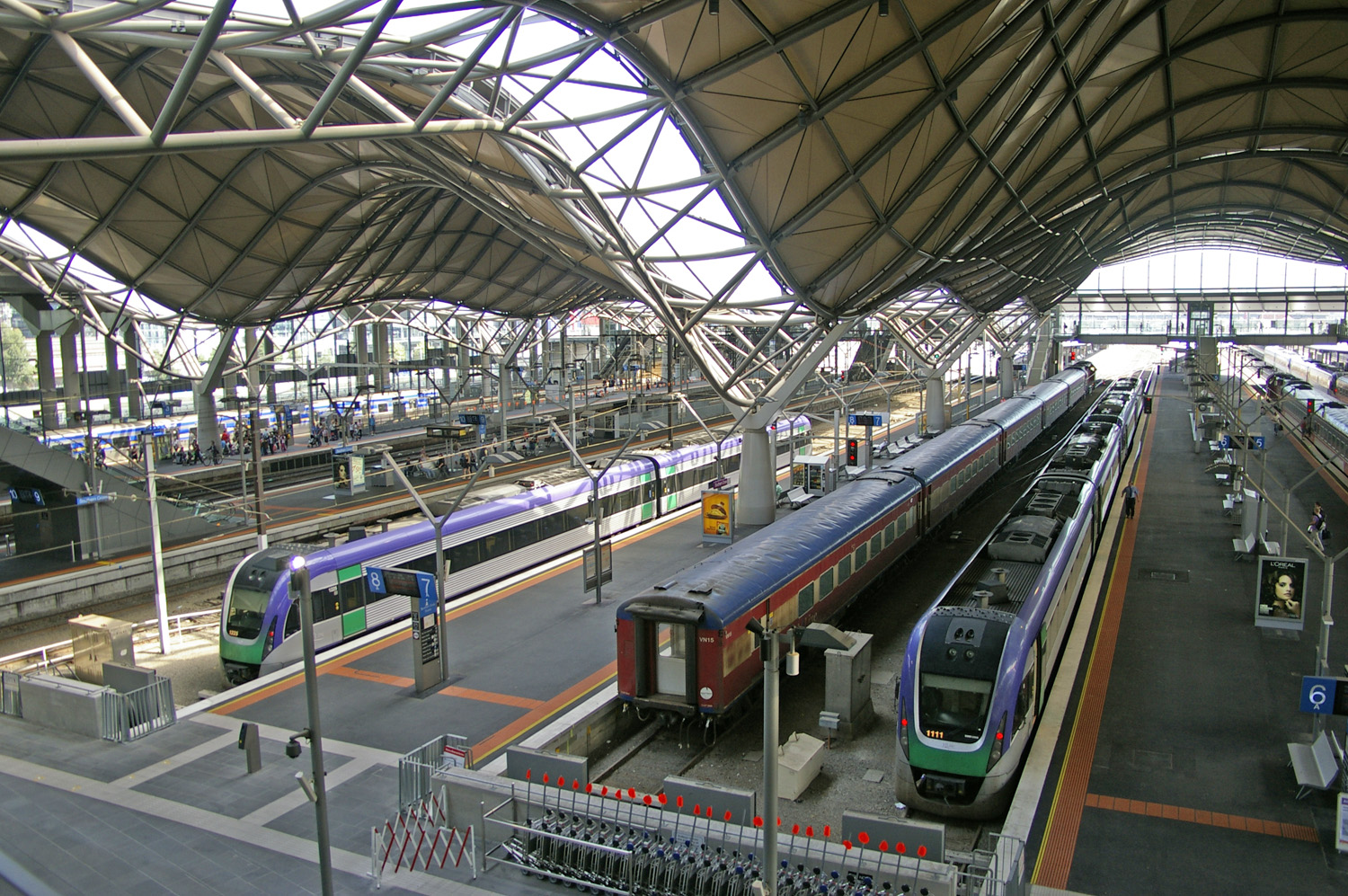
由右至左，6號、7號及8號月台。

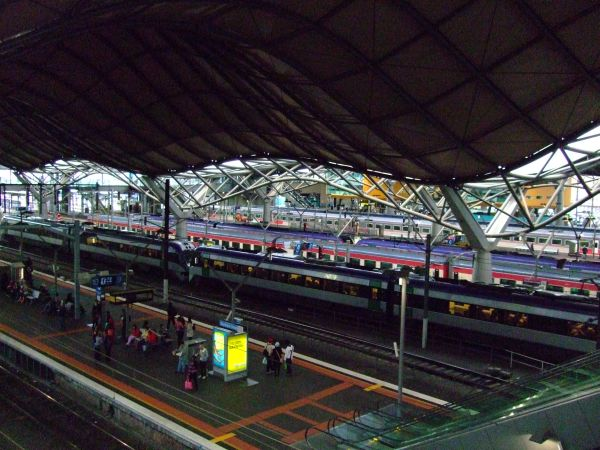
由左至右，9號及10號月台。

本站共有16個月台，由於2至8號、15至16號分設A、B月台，以及8號另設S月台，故亦可認為26個。其中1號及2號月台使用雙軌距的路軌，以便使用標準軌的州際列車和使用闊軌的V/Line列車均可停靠，其餘月台僅使用寬軌。
| 月台 | 1號月台                                       | 新州鐵路 XPT列車往悉尼 The Overland列車往阿德雷得 | 地面 哥連斯街大堂                      | 地面 哥連斯街大堂                      | 地面 哥連斯街大堂                      | 地面 哥連斯街大堂                      |        |
| 月台 | 港灣式月台，設有標準軌及闊軌                  |                                                   |                                        |                                        |                                        |                                        |        |
| 月台 | 2B號月台                                      | V/Line                                            | 2A號月台                               | V/Line                                 |                                        |                                        |        |
| 月台 | 3B號月台                                      | V/Line                                            | 3A號月台                               | V/Line                                 |                                        |                                        |        |
| 月台 | 港灣式月台                                    |                                                   |                                        |                                        |                                        |                                        |        |
| 月台 | 4B號月台                                      | V/Line                                            | 4A號月台                               | V/Line                                 |                                        |                                        |        |
| 月台 | 5B號月台                                      | V/Line                                            | 5A號月台                               | V/Line                                 |                                        |                                        |        |
| 月台 | 港灣式月台                                    |                                                   |                                        |                                        |                                        |                                        |        |
| 月台 | 6B號月台                                      | V/Line                                            | 6A號月台                               | V/Line                                 |                                        |                                        |        |
| 月台 | 7B號月台                                      | V/Line                                            | 7A號月台                               | V/Line                                 |                                        |                                        |        |
| 月台 | 7號月台為港灣式月台、8A號、8S號月台為側式月台 |                                                   |                                        |                                        |                                        |                                        |        |
| 月台 | 8B號月台                                      | V/Line                                            | 8A號月台                               | V/Line                                 | V/Line                                 | 8S號月台                               | V/Line |
| 月台 | 9號月台                                       | 梅爾達、赫斯布里奇線                              | 梅爾達、赫斯布里奇線                   | 梅爾達、赫斯布里奇線                   | 梅爾達、赫斯布里奇線                   | 梅爾達、赫斯布里奇線                   |        |
| 月台 | 島式月台                                      |                                                   |                                        |                                        |                                        |                                        |        |
| 月台 | 10號月台                                      | 阿理明、貝爾格雷夫、百合谷、韋弗利谷線            | 阿理明、貝爾格雷夫、百合谷、韋弗利谷線 | 阿理明、貝爾格雷夫、百合谷、韋弗利谷線 | 阿理明、貝爾格雷夫、百合谷、韋弗利谷線 | 阿理明、貝爾格雷夫、百合谷、韋弗利谷線 |        |
| 月台 | 11號月台                                      | 卡志本、上田、新布利線                            | 卡志本、上田、新布利線                 | 卡志本、上田、新布利線                 | 卡志本、上田、新布利線                 | 卡志本、上田、新布利線                 |        |
| 月台 | 島式月台                                      |                                                   |                                        |                                        |                                        |                                        |        |
| 月台 | 12號月台                                      | 帕肯漢、卡蘭本線                                  | 帕肯漢、卡蘭本線                       | 帕肯漢、卡蘭本線                       | 帕肯漢、卡蘭本線                       | 帕肯漢、卡蘭本線                       |        |
| 月台 | 13號月台                                      | 法蘭斯頓線 V/Line                                 | 法蘭斯頓線 V/Line                      | 法蘭斯頓線 V/Line                      | 法蘭斯頓線 V/Line                      | 法蘭斯頓線 V/Line                      |        |
| 月台 | 島式月台                                      |                                                   |                                        |                                        |                                        |                                        |        |
| 月台 | 14號月台                                      | 威廉城、威勒比線 V/Line                           | 威廉城、威勒比線 V/Line                | 威廉城、威勒比線 V/Line                | 威廉城、威勒比線 V/Line                | 威廉城、威勒比線 V/Line                |        |
| 月台 | 15B號月台                                     | V/Line                                            | 15A號月台                              | V/Line                                 |                                        |                                        |        |
| 月台 | 島式月台                                      |                                                   |                                        |                                        |                                        |                                        |        |
| 月台 | 16B號月台                                     | V/Line                                            | 16A號月台                              | V/Line                                 | V/Line                                 |                                        |        |

## 車站索引
| 南十字                                                                            | 南十字           | 南十字           | 南十字               | 南十字           |                  |
| 大都會區近郊服務                                                                  | 大都會區近郊服務 | 大都會區近郊服務 | 大都會區近郊服務     | 大都會區近郊服務 | 大都會區近郊服務 |
| 市環線                                                                            | 市環線           | 市環線           | 市環線               | 市環線           |                  |
| --------------------------------------------------------------------------------- | ---------------- | ---------------- | -------------------- | ---------------- | ---------------- |
| 逆時針                                                                            | 富林達斯大街     | \|               | 旗杆站               | 順時針           |                  |
| 西線組：卡志本、費明頓馬場、 新布利、上田、威勒比、威廉斯敦線                     |                  |                  |                      |                  |                  |
| 上一站                                                                            | 富林達斯大街     | \|               | 北墨爾本             | 下一站           |                  |
| 東線組：帕肯漢、卡蘭本、法蘭斯頓、 仙玲林、百合谷、貝爾格雷夫、韋弗利谷、阿理明線 |                  |                  |                      |                  |                  |
| 上一站                                                                            | 富林達斯大街     | \|               | 旗杆站               | 下一站           |                  |
| 區域鐵路                                                                          |                  |                  |                      |                  |                  |
| 巴拉勒 、班迪戈、西摩、華南坡線                                                   |                  |                  |                      |                  |                  |
| 上一站                                                                            | 總站             | \|               | 北墨爾本             | 下一站           |                  |
| 班斯代爾線                                                                        |                  |                  |                      |                  |                  |
| 上一站                                                                            | 總站             | \|               | 佛林德茲街車站       | 下一站           |                  |
| 州際服務                                                                          |                  |                  |                      |                  |                  |
| 悉尼                                                                              |                  |                  |                      |                  |                  |
| 上一站                                                                            | 總站             | \|               | 本納拉               | 下一站           |                  |
| 阿德雷得                                                                          |                  |                  |                      |                  |                  |
| 上一站                                                                            | 總站             | \|               | 北部海岸 North Shore | 下一站           |                  |

## 公交服务
巴士及长途巴士
216：布莱顿海滩 - 卡洛琳泉
219：花源谷 - 晨光北
232: 维多利亚市场 - 阿尔托纳北
235: 维多利亚市场 - 渔夫湾
237: 维多利亚市场 - 渔夫湾
302：国王大道 - 箱山公交枢纽
304：国王大道 - 唐卡斯特购物中心
305（仅工作日晚高峰）： 国王大道 - 松林购物中心
318（仅工作日晚高峰）： 国王大道 - 深溪保护区
684：南十字星长途站 - 艾利顿
905：国王大道 - 松林购物中心
906：国王大道 - 瓦南戴特桥
907：国王大道 - 地铁蜜柑站
908（仅工作日晚高峰）: 国王大道 - 松林购物中心
941（仅节假日通宵）：水花园 - 市区
942（仅节假日通宵）：圣阿尔巴 - 市区
952（仅节假日通宵）：布莱德明都 - 市区
有轨电车·
科林街出口
11：普莱斯顿西 - 維州海港
12：圣基尔达海滩 - 维多利亚花园（宜家）
48：巴伦北 - 维州海港
109：墨尔本港 - 博士山
拉筹伯街出口
30（仅工作日）：濱海港中央 - 圣文森特广场
35（城市环线）： 温都水城 - 温都水城
斯潘塞街出口
86：皇家墨爾本大學邦杜拉校區 - 温都水城
96：圣基尔达海滩 - 布朗瑞克东

## 外部連結

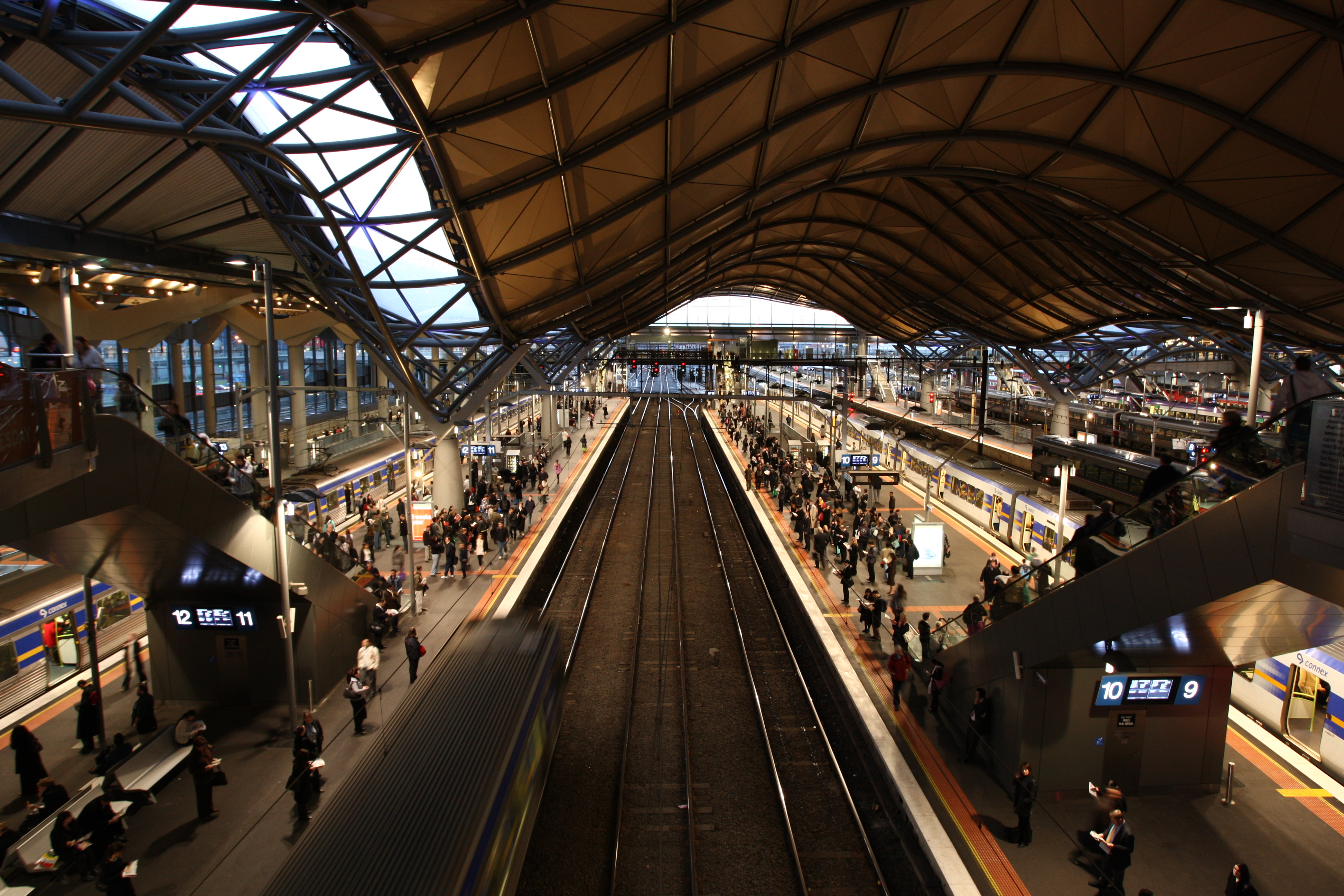
繁忙時間的南十字車站

- Southern Cross Station
- Southern Cross Station project
- Diagram of the track layout at Southern Cross Station （页面存档备份，存于）
- 施工時的相片: 2003 - 2004 （页面存档备份，存于） and 2005 - 2008 （页面存档备份，存于）

37°49′6.09″S 144°57′8.70″E / 37.8183583°S 144.9524167°E